# James Benning
James Benning (Milwaukee, Wisconsin, 1942) es un director de cine estadounidense, documentalista experimental y representante del cine estructuralista, es un director reputado dentro del ambiente underground estadounidense.

## Biografía
Hijo de inmigrantes alemanes, estudió cine en la Universidad de Wisconsin-Madison bajo la tutela de David Bordwell. Los filmes de Benning se centrar en representar el paisaje que se filma, y constan de largas escenas sin editar. En sus comienzos hacía sus películas en Chicago, pero en los últimos años suele filmar en la Costa Oeste. 
En el 2003, Reinhard Wulf hizo un documental de 90 minutos llamado James Benning: Circling The Image. En 2007, el Austrian Film Museum publicó un libro sobre su trabajo. 
Además de director de cine, se dedica a dar clase en el Bard College y en la Universidad de Northwestern, y desde 1987, enseña dirección de cine y de sonido experimental en el California Institute of the Arts.
Es padre de Sadie Benning, una persona profesional de la composición y de dirección de cine.

## Cine y estilo de Jame Benning
Preocupado y comprometido en la defensa de los derechos humanos y considera que cualquier imagen de las que graba contiene una carga política. Las películas de James Benning se califican de contemplativas, el objetivo del autor es enseñar al espectador a observar, a ver y a escuchar por lo que tiene que darse el tiempo suficiente para reflexionar, concentrarse y estar en el presente para que pueda darse la observación plena.
“Creo que cualquier tipo de aprendizaje se reduce a una cuestión de tiempo -asegura Benning-. Especialmente el aprendizaje que se obtiene de la observación, que es, para mí, muy importante. Puedes aprender leyendo libros, escuchando a la gente hablar o mirando a cualquier lado… pero la contemplación es la forma más directo y quizá la más dura, porque uno tiene que saber prestar atención”.

## Filmografía
- Did You Ever Hear That Cricket Sound? (1971)
- Time and a Half (1972)
- Ode to Muzak (1972)
- Art Hist. 101 (1972)
- Michigan Avenue (1973)
- Honeyland Road (1973)
- 57 (1973)
- I-94 (1974)
- Gleem (1974)
- 8½ × 11 (1974)
- United States of America, The (1975)
- Saturday Night (1975)
- An Erotic Film (1975)
- 9-1-75 (1975)
- 3 Minutes on the Dangers of Film Recording (1975)
- Chicago Loop (1976)
- A to B (1976)
- One Way Boogie Woogie (1977)
- 11 × 14 (1977)
- Grand Opera (1978)
- Four Oil Wells (1978)
- Oklahoma (1979)
- Double Yodel (1980)
- Last Dance (1981)
- Him and Me (1982)
- American Dreams (1984)
- O Panama (1985)
- Landscape Suicide (1986)
- Used Innocence (1989)
- North on Evers (1992)
- Deseret (1995)
- Four Corners (1997)
- Utopia (1998)
- El Valley Centro (2000)
- B-52 (2001) (Sound only)
- Sogobi (2001)
- Los (2001)
- 13 Lakes (2004)
- Ten Skies (2004)
- One Way Boogie Woogie/27 Years Later (2005)
- Casting a Glance (2007)
- RR (2007)
- Ruhr (2009)
- John Krieg Exiting the Falk Corporation in 1971 (2010)
- Twenty Cigarettes (2011)
- Easy Rider (2012)
- One Way Boogie Woogie 2012 (2012)
- Bnsf (2013)
- Natural Story (2014)